# هسیه سیو-وی
 هسیه سیو-وی (انگلیسی: Hsieh Su-wei؛ زادهٔ ۴ ژانویهٔ ۱۹۸۶) یک تنیس‌باز اهل تایوان است.